# Akoubounou
Akoubounou est une localité et une commune rurale du Niger, du département de Abalak, région de Tahoua.

## Géographie
Akoubounou est située sur la route nationale 25  (axe Tahoua-Agadez) à 23 km au sud-ouest du chef-lieu départemental Abalak.  
|         | Abalak     | Abalak |
| Tabalak | Akoubounou | Azèye  |
| Kéita   | Ibohamane  |        |

## Histoire
La commune rurale de Akoubounou est instaurée en 2002.

## Population
Lors du recensement général de 2012, la population communale est relevée à 47 961 habitants. La localité compte 3 454 habitants en 2012.

## Localités
La commune s'étend au sud du département d'Abalak sur 111 localités.

## Services et infrastructures
- Centre de Santé Intégré (CSI) à Akoubounou et Ibétaintane[4].